# Peiros (Sohn des Phoinix)
Peiros (altgriechisch Πείρως Peírōs) ist eine Gestalt der griechischen Mythologie.
Peiroos ist der Sohn von Phoinix, dem Sohn des Agenor und Namensgeber von Phoinikien. Als seine Mutter wird Telephe überliefert.